# Alin Kominski Kram
Alin Kominski Kram (Long Bič, 1. avgust 1948 — 29. novembar 2022) bila je američki andergraund strip umetnik i supruga Roberta Krama, rođena je kao Alin Goldsmit.

## Biografija
Studirala je na univerzitetu Arizona, gde je 1971. godine i diplomirala. Preko bivšeg bubnjara njujorškog benda „Fugs“, Kena Vivera, koji je u to vreme takođe živeo u Tusonu, upoznala je Spejna Rodrigesa i Kima Dajča. Oni su je uveli u svet andergraund stripa, ohrabrili je da i sama počne da ih crta, kao i da se preseli u San Francisko.
Nedugo nakon dolaska u San Francisko, upoznala je Roberta Krama preko zajedničkih prijatelja koji su primetili zapanjujuću sličnost izmedju nje i Kramovog lika Slatkice Kaminski („Honeybunch Kaminski“) koja je sasvim slučajno nosila isto ime. Njihova veza je prerasla u ozbiljnu i oni su nedugo zatim počeli da žive zajedno. Pre nego što je upoznala Roberta, Alin je sarađivala i sa udruženjem „Wimmen's Comix“ dajući svoj doprinos u prvih nekoliko brojeva ovog serijala.
Alin se udala za Roberta 1978. godine. Njihova ćerka Sofi rodila se tri godine kasnije. Počev od sredine sedamdesetih, ona i Robert su uradili niz zajedničkih stripova, nazvanih „Prljavi Veš“ („Dirty Laundry“), serijal o porodičnom životu Kramovih. Svako od njih je crtao svoje likove. U kasnijim izdanjima „Prljavog veša“ učestvovala je i Sofi, koja je počela da crta stripove u tinejdžerskom uzrastu.
Početkom devedesetih, Kramovi su se preselili u malo selo u južnoj Francuskoj, gde je Alin nastavila da crta stripove, slika i drži časove joge. Početkom devedesetih objavljena je i zbirka Love That Bunch koja je sadržala sve njene radove do tada. Februara 2007. objavila je memoarsko delo naslovljeno Need More Love: A Graphic Memoir, zbirku stripova i slika, zajedno sa fotografijama i autobiografskim spisima.
Zajednički radovi Kramovih objavljivani su u časopisu The New Yorker, a novi strip „Alin i Bob“ („Aline & Bob“) trenutno izlazi na stranicama fracuske revije Causette. Zbornik zajedničkih stripova Kramovih, pod nazivom Drawn Together, biće objavljen oktobra 2012. Ovo delo se oktrobra 2011. već pojavilo u francuskoj pod naslovom Parele-Moi d'Amour.

## Stripografija
- #1, 2, #4 (1972–1974)
- (1973) — saradnik i urednik
- (1973–1974)
- (1974–1977, 1993)
- (1975–1976)
- (1976, 1994, 1995)
- (1978)
- (1979)
- (1986–1993) — saradnik i urednik

## Spoljašnje veze
- Alin Kominski Kram na sajtu  (jezik: engleski)
- [http://www.guardian.co.uk/arts/crumb/story/0,15829,1445772,00.html